# Vareniclină
Vareniclina (cu denumirea comercială Champix) este un medicament utilizat pentru renunțarea la fumat, dar și pentru tratamentul sindromului ochiului uscat. Căile de administrare disponibile sunt cea orală și intranazală (sub formă de spray). Compusul acționează ca agonist parțial al receptorilor colinergici nicotinici de tipul α4β2.
Se află pe lista medicamentelor esențiale ale Organizației Mondiale a Sănătății. Este disponibil sub formă de medicament generic.